# Peramphithoe stypotrupetes
Peramphithoe stypotrupetes is een vlokreeftensoort uit de familie van de Ampithoidae. De wetenschappelijke naam van de soort is voor het eerst geldig gepubliceerd in 1992 door Conlan & Chess.